# 異夢角鮟鱇
異夢角鮟鱇，為輻鰭魚綱鮟鱇目棘茄魚亞目夢角鮟鱇科的其中一種，分布於西北太平洋區的日本及千島群島海域，屬深海魚類，棲息深度約0至3475公尺，體長可達10.2公分。